# Kabaddi

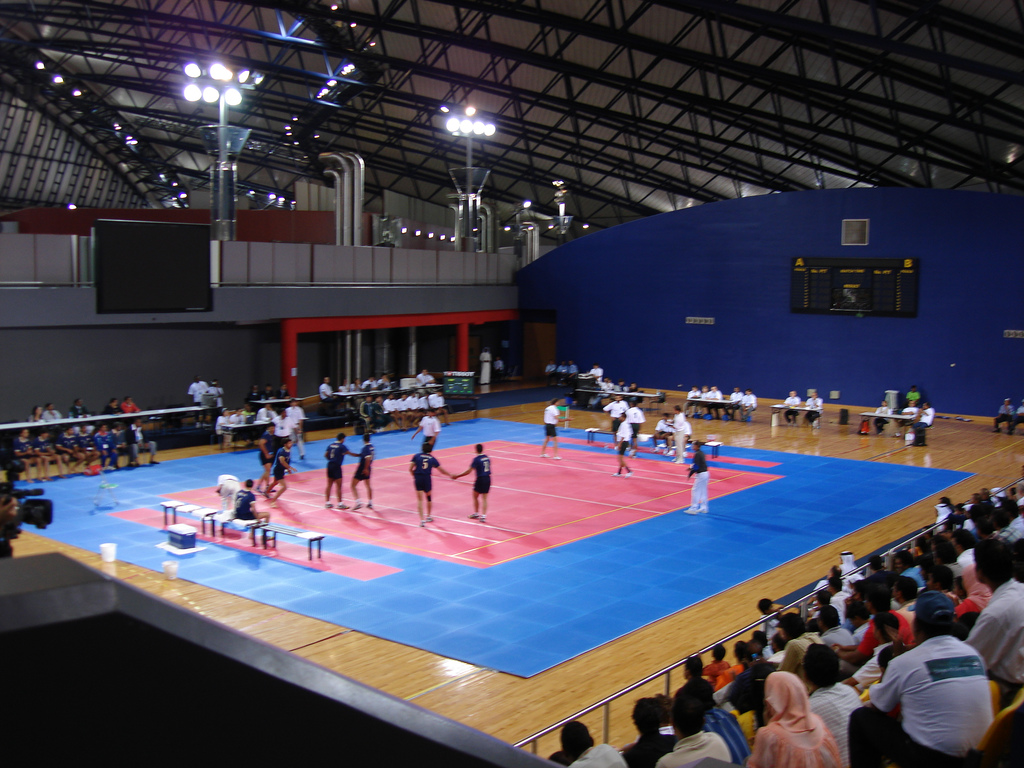
Mecz kabaddi na Igrzyskach Azjatyckich w 2006

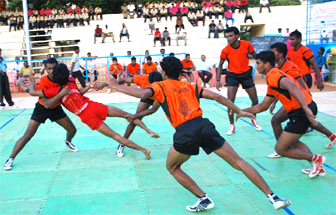
Mecz w kabaddi

Kabaddi (czasem zapis kabbadi) – zespołowa gra indyjska, znana od około 4 tysięcy lat, popularna w południowej Azji, rozpowszechniona też w Azji południowo-wschodniej, w Japonii i Iranie. To narodowa gra Bangladeszu i indyjskich stanów: Andhra Pradesh, Pendżab i Maharasztra. Grano w nią nawet w armii brytyjskiej za czasów okupacji Indii – dla utrzymania sprawności żołnierzy i zachęcenia Indyjczyków do wstępowania do armii brytyjskiej. W 1950 powstała Indyjska Federacja Kabaddi, która skodyfikowała zasady gry. Nazwa „kabaddi” pochodzi od słowa w języku hindi, które oznacza „utrzymać oddech”. Rozgrywane są w hali, na boisku kołowym lub na plaży.

## Zasady
W grze biorą udział dwie drużyny złożone z 10–12 zawodników, z czego na boisku występuje po 7 z każdej drużyny. W zależności od odmiany rozgrywka odbywa się w kole o średnicy 23–24,5 m lub na boisku prostokątnym o wymiarach 12,5 × 10 m (mężczyźni) i 11 × 8 m (kobiety). Czas gry wynosi 2 × 20 minut lub do wyeliminowania wszystkich zawodników jednej z drużyn. Gra polega na tym, aby zawodnik drużyny atakującej sahi przedostał się do kręgu tworzonego przez drużynę przeciwną, krzycząc cały czas słowo „kabaddi”. Jeżeli mu się to uda, musi w ciągu 30 sekund, lub w odmianach ludowych w czasie jednego oddechu, dotknąć przynajmniej jednego zawodnika drużyny broniącej, a następnie powrócić do swojej drużyny. Zawodnicy dotknięci są eliminowani z gry. Zadaniem drużyny broniącej jest wykluczenie sahi poprzez uniemożliwienie mu w ciągu 30 sekund (jednego oddechu) powrotu do własnego zespołu. Drużyny naprzemiennie wysyłają kolejnych sahi. Walka toczy się bez ekwipunku i jest nadzorowana przez dwóch sędziów.

## Odmiany kabaddi

### Surjeevani kabaddi
Rozgrywana pod auspicjami Indyjskiej Federacji Kabaddi. Podstawową różnicą w zasadach jest możliwość przywracania do gry zawodników wcześniej wyeliminowanych, jeżeli zostanie wyeliminowany gracz drużyny przeciwnej. Rozgrywka toczy się na czas i punkty dostaje drużyna, która wykluczy w tym czasie większą liczbę przeciwników.

### Gaminee kabaddi
Gra kończy się, gdy wszyscy zawodnicy jednej z drużyn zostają wyeliminowani. W tej odmianie nie ma możliwości przywrócenia zawodników wcześniej wyeliminowanych z gry.

### Omer
Podobnie jak w odmianie surjeevani gra toczy się na czas. Różnica polega na tym, że zawodnicy nie są w ogóle eliminowani z gry i pozostają na nim, a w zamian za to przyznawane są punkty.

## Kabaddi na Igrzyskach Azjatyckich

### Mężczyźni
| Rok  | Gospodarz | I miejsce | II miejsce       | III miejsce               | IV miejsce |
| ---- | --------- | --------- | ---------------- | ------------------------- | ---------- |
| 1990 | Pekin     | Indie     | Bangladesz       | Pakistan                  | Japonia    |
| 1994 | Hiroszima | Indie     | Bangladesz       | Pakistan                  | Japonia    |
| 1998 | Bangkok   | Indie     | Pakistan         | Bangladesz                | Sri Lanka  |
| 2002 | Pusan     | Indie     | Bangladesz       | Pakistan                  | Japonia    |
| 2006 | Doha      | Indie     | Pakistan         | Bangladesz                | Iran       |
| 2010 | Kanton    | Indie     | Iran             | Japonia Pakistan          | –          |
| 2014 | Inczon    | Indie     | Iran             | Korea Południowa Pakistan | –          |
| 2018 | Dżakarta  | Iran      | Korea Południowa | Pakistan Indie            | –          |

### Kobiety
| Rok  | Gospodarz | I miejsce | II miejsce | III miejsce               | IV miejsce |
| ---- | --------- | --------- | ---------- | ------------------------- | ---------- |
| 2010 | Kanton    | Indie     | Tajlandia  | Bangladesz Iran           | –          |
| 2014 | Inczon    | Indie     | Iran       | Bangladesz Tajlandia      | –          |
| 2018 | Dżakarta  | Iran      | Indie      | Chińskie Tajpej Tajlandia | –          |

## Kabaddi w kulturze masowej
Grę można zobaczyć m.in. w takich indyjskich filmach jak:
- Obca ziemia
- Młodość
- Okkadu
- Raajneeti
- Sindhuram
- Business Man.